# Liste der Naturdenkmale in Drebach
Die Liste der Naturdenkmale in Drebach nennt die Naturdenkmale in Drebach im sächsischen Erzgebirgskreis.

## Definition
„Naturdenkmäler sind rechtsverbindlich festgesetzte Einzelschöpfungen der Natur oder entsprechende Flächen bis zu fünf Hektar, deren besonderer Schutz erforderlich ist
1. aus wissenschaftlichen, naturgeschichtlichen oder landeskundlichen Gründen oder
2. wegen ihrer Seltenheit, Eigenart oder Schönheit.“

„§ 18 – Naturdenkmäler – (zu § 28 BNatSchG)
(1) Die Erklärung nach § 22 Abs. 1 BNatSchG von Teilen von Natur und Landschaft als Naturdenkmal erfolgt durch Rechtsverordnung oder Einzelanordnung.
(2) Über § 28 Abs. 1 BNatSchG hinaus können Naturdenkmäler zur Sicherung von Lebensgemeinschaften oder Lebensstätten von im Bestand gefährdeten oder streng geschützten Arten festgesetzt werden.“

## Liste
Link zu einem Kartenansichtstool, um Koordinaten zu setzen.
| Bild                          | Bezeichnung                          | Lage                                            | Beschreibung | Datum                                                             | Nummer     |
| ----------------------------- | ------------------------------------ | ----------------------------------------------- | --- | ----------------------------------------------------------------- | ---------- |
| BW                            | Brauerbach                           | Scharfenstein (50° 42′ 18,4″ N, 13° 3′ 40,9″ O) | Fläche: ca. 9827 m² | Beschluss des Rates des Kreises Zschopau Nr. 144 vom 18.05.1989   | 364.23-054 |
| BW                            | Brauerbach                           | Scharfenstein (50° 42′ 20,4″ N, 13° 3′ 49,1″ O) | Fläche: ca. 29588 m² | Beschluss des Rates des Kreises Zschopau Nr. 144 vom 18.05.1989   | 364.23-054 |
| BW                            | Greifvogelschutzgebiet Scharfenstein | Scharfenstein (50° 42′ 5,8″ N, 13° 2′ 49,2″ O)  | Fläche: ca. 104212 m² | Beschluss des Rates des Kreises Zschopau Nr. 144 vom 18.05.1989   | 364.23-055 |
| BW                            | Heidelbach (Bachlauf)                | Drebach (50° 39′ 20,7″ N, 13° 1′ 36,7″ O)       | Fläche: ca. 10580 m² | Beschluss des Rates des Kreises Zschopau Nr. 70/77 vom 17.03.1977 | 364.23-052 |
| BW                            | Heidelbachtal II                     | Drebach (50° 39′ 9,5″ N, 13° 1′ 17,2″ O)        | Fläche: ca. 9255 m² | Beschluss des Rates des Kreises Zschopau Nr. 70/77 vom 17.03.1977 | 364.23-050 |
| Fotos hochladen               | Heidelbachtal III                    | Drebach (50° 38′ 57,8″ N, 13° 0′ 49,6″ O)       | Fläche: ca. 31001 m² | Beschluss des Rates des Kreises Zschopau Nr. 70/77 vom 17.03.1977 | 364.23-051 |
| BW                            | Laubmischwald - Burg Scharfenstein   | Scharfenstein (50° 42′ 18,2″ N, 13° 3′ 17,2″ O) | Fläche: ca. 16856 m² | Beschluss des Rates des Kreises Zschopau Nr. 144 vom 18.05.1989   | 364.23-053 |
| mehr Fotos \| Fotos hochladen | Drebacher Krokuswiesen               | Drebach (50° 40′ 58″ N, 13° 1′ 34″ O)           | Fläche: ca. 70000 m² Angeblich seit ca. 1934 unter Naturschutz, über 40 Flächen-Naturdenkmale. Im Geoviewer weder als Naturschutzgebiet noch als Flächen-Naturdenkmale markiert. | ?                                                                 | ?          |